# Relações entre Malawi e Moçambique
As relações entre Maláui e Moçambique referem-se as relações atuais e históricas entre a República do Maláui e a República de Moçambique. Como o Maláui compartilha uma grande fronteira com Moçambique, parte substancial das suas relações externas  dizem respeito à fronteira que separa as duas nações. Ambos os Estados soberanos concordam amigavelmente que as fronteiras lacustres no Lago Niassa continuam a ser a maior prioridade entre os dois países, uma vez que a exploração dos recursos naturais nas águas do Lago Niassa permanecem sendo um problema que os dois países precisam resolver. Um momento considerado como um ato de generosidade e simpatia nas relações dos dois países foi quando, durante a Guerra Civil Moçambicana, o Maláui abrigou mais de um milhão de refugiados moçambicanos entre 1985 e 1995. 

## Fronteira com o Lago Maláui
A fronteira lacustre entre o Maláui e Moçambique no Lago Nyasa tem sido objeto de tensão entre as duas nações, desde o momento da exploração de recursos no lago. A descoberta do petróleo e a subsequente perfuração proporcionaram um ímpeto para as linhas diplomáticas, mas as duas nações trabalharam arduamente para evitar que isso ocorresse. Uma reunião da Comissão Mista Permanente de Cooperação em Lilongué com a presença dos respetivos ministros dos Negócios Estrangeiros e Cooperação de ambos os países, estimulou o desejo de afirmação das fronteiras dos países, mesmo antes do início de qualquer perfuração petrolífera. O ministro dos Negócios Estrangeiros do Maláui, Ephraim Chiume, declarou: "O exercício de reafirmação da fronteira está progredindo bem, mas sugiro que o façam para acelerar o processo para que possamos iniciar a exploração dos recursos minerais de forma harmoniosa". O ministro dos Negócios Estrangeiros e Cooperação de Moçambique Oldemiro Balói também apresentou a mesma posição, afirmando: "Moçambique está muito interessado em avançar no estabelecimento de um mecanismo legal para melhorar a cooperação no campo dos recursos compartilhados e no que diz respeito à exploração mineral, estamos esperando a afirmação das fronteiras entre os nossos dois países".

## Rio Chire e Zambeze
O rio Chire e o rio Zambeze fluem pelo Maláui e Moçambique. Os presidentes dos dois países assinaram um acordo sobre a hidrovia de Chire-Zambeze, um caminho para que as exportações e importações percorram de e para o Maláui, em oposição ao transporte rodoviário alternativo. A via fluvial liga o porto malauiano de Nsanje com o porto moçambicano da Beira e é explorada extensivamente por embarcações. Recentemente, a via navegável causou dificuldades para os países, mas os mal-entendidos foram postos de lado, e a via navegável é gerida conjuntamente por Maláui e Moçambique. O jornal moçambicano Notícias informou que este acordo foi assinado em maio de 2012 pelo presidente moçambicano Armando Guebuza e o seu homólogo malauiano Joyce Banda.

## Situação dos refugiados moçambicanos
Durante e depois da Guerra Civil Moçambicana, o Maláui abrigou mais de um milhão de refugiados moçambicanos. A crise dos refugiados colocou uma pressão substancial sobre a economia do Maláui, mas também atraiu entradas significativas de assistência internacional. Só no distrito de Nsanje, mais de duzentos e vinte mil refugiados fizeram da área a sua morada, superando em número a população local e muitas vezes sofrendo de doenças e enfermidades como a malária, bilharzia, diarreia, desnutrição grave e lepra. Num artigo de julho de 1998 no The New York Times, o jornal afirmou que "mais centenas de pessoas atravessam a fronteira todos os dias, sem fim à vista". No entanto, o governo malauiano simpatizou-se com essas vítimas da guerra e forneceu-lhes necessidades básicas, como atendimento médico, abrigo, comida, água e roupas. Apesar das inúmeras probabilidades de insucesso, o governo do Maláui obteve principalmente êxito nos esforços de repatriação para com os refugiados moçambicanos, com o processo sendo louvado como um grande sucesso por muitos observadores internacionais.